# مؤشر الكوكب الحي

تطور مؤشر الكوكب الحي منذ 1970

مؤشر الكوكب الحي (LPI) هو مؤشر لحالة التنوع البيولوجي العالمي، بناءً على الاتجاهات الطويلة الأمد لحجم السكان للعديد من مجموعات الفقاريات من الأنواع من جميع أنحاء العالم. تدير جمعية علم الحيوان في لندن (ZSL) المؤشر بالتعاون مع الصندوق العالمي للطبيعة (WWF) المعروف أيضًا باسم الاتحاد العالمي للحياة البرية.
اعتبارًا من عام 2018، تم إنشاء المؤشر إحصائيًا من الدراسات الصحفية وقواعد البيانات عبر الإنترنت والتقارير الحكومية لـ 16،704 من السكان من 4،005 نوعًا من الثدييات والطيور والزواحف والبرمائيات والأسماك، أو ما يقرب من ستة بالمائة من أنواع الفقاريات في العالم.